# Нивецк
Нивецк (укр. Нивецьк) — село, центр Нивецкого сельского совета Дубровицкого района Ровненской области Украины.
Население по переписи 2001 года составляло 456 человек. Почтовый индекс — 34152. Телефонный код — 3658. Код КОАТУУ — 5621885601.

## Местный совет
34152, Ровненская обл., Дубровицкий р-н, с. Нивецк, ул. Школьная, 15.